# Зигебодо II фон Лихтенберг
Зигебодо II фон Лихтенберг (на немски: Sigibodo II von Lichtenberg; Siegbodo; † 12 януари 1314) е от 1302 до 1314 г. епископ на Шпайер.

## Произход и управление
Той е от благородническата фамилия на господарите на Лихтенберг. Син е на Лудвиг II фон Лихтенберг († 1271) и съпругата му маркграфиня Елизабет фон Баден († 1266), вдовица на граф Еберхард V фон Еберщайн († 1253), дъщеря на маркграф Херман V фон Баден († 1243) и пфалцграфиня Ирменгард Саксонска при Рейн († 1260), която е внучка на херцог Хайнрих Лъв († 1195).
В документ от 2 октомври 1289 г. Зигебодо е домхер на катедралата в Шпайер и пропст на манастир „Св. Гвидо“. През 1296 г. той е генерал-викар на епископ Фридрих фон Боланден († януари 1302). След смъртта на Фридрих фон Боланден Зигебодо е избран през 1302 г. за епископ на Шпайер. Зигебодо е привърженик на крал Албрехт I. Град Шпайер не му позволява да влезе вътре и се стига до седеммесечни боеве, околността на Шпайер и именията на църквата са разрушени, забранява се продажбата на вино от духовниците. На 4 октомври 1302 г. се сключва договор, с който се признават почти всички искания на гражданите.
Зигебодо фон Лихтенберг умира на 12 януари 1314 г.